# Costa Oriental
Costa Oriental è una comarca della Spagna, situata nella comunità autonoma della Cantabria.